# Pitting

Pitting am Innenring eines Wälzlagers. Aufgenommen im Institut für Werkstoffkunde und Angewandte Mathematik der TH Köln

Riss parallel zur Oberfläche im Schliff. Aufgenommen im Institut für Werkstoffkunde und Angewandte Mathematik der TH Köln

Oberflächennahe Risse unter etwa 45° zur Oberfläche. Aufgenommen im Institut für Werkstoffkunde und Angewandte Mathematik der TH Köln

Rasterelektronenmikrographie eines Pittinggrübchens. Aufgenommen im Institut für Werkstoffkunde und Angewandte Mathematik der TH Köln

Als Pitting (zu deutsch: Grübchenbildung) wird ein schalenförmiger Materialausbruch bei wechselnder Beanspruchung bezeichnet, der durch oberflächennahe Mikrorissbildung hervorgerufen wird. Dieser Schädigungsvorgang tritt vor allem im Bereich des klassischen Maschinenbaus auf, z. B. bei Wälzlagern und Zahnrädern.

## Entstehung
Pitting entsteht durch Ermüdungsrissbildung infolge von millionen- bis milliardenfacher wechselnder, zumeist schwellender Belastung.
Die Ermüdung beginnt zumeist in der Zone höchster, zur Oberfläche paralleler Schubspannungen. Diese liegt als Folge der Hertzschen Pressung in einer charakteristischen Tiefe von wenigen Zehntelmillimetern unter der Oberfläche. Hier können die Spannungsspitzen 3000 N/mm² erreichen und hier bewirkt die Kerbwirkung von Gefüge-Inhomogenitäten, Porositäten oder nichtmetallischen Einschlüssen eine Bildung von Mikrorissen parallel zur Oberfläche. Diese breiten sich zur Oberfläche hin aus und lassen dort den Werkstoff schalenförmig ausbrechen.
Bei Wälzlagern werden die Ausbrüche überrollt, was zu lokalen Spannungsspitzen und damit zu einer Beschleunigung des Schädigungsvorgangs führt.
Ferner kommt es an der Oberfläche auch zum plastischen Fließen, in Richtung der Hauptschubspannung unter 45° zur Oberfläche. Dadurch entstehen Mikrorisse an Kerben der Oberfläche. Sie breiten sich entlang der Hauptschubspannungsrichtung unter 45° zur Oberfläche aus.

## Weitere Einflussfaktoren
Weitere Einflussgrößen neben der Hertzschen Pressung sind z. B.
- die Oberflächenhärte
- die Einhärtetiefe
- die Oberflächenqualität
- die Viskosität und Additivierung des Schmierstoffs
- die Temperaturbeanspruchung
- mögliche Flankenformfehler und, bei Zahnrädern, die Umfangsgeschwindigkeit.

## Vermeidung
Der Grübchenbildung kann durch konstruktive Maßnahmen vorgebeugt werden. Dabei sollte der passende Werkstoff, die passende  Wärmebehandlung und das passende Fertigungsverfahren für den jeweiligen Einsatzzweck angewandt werden. Die im Maschinenbau anerkannten Werte der zulässigen Flächenpressung (Grenzflächenpressung) für den gewählten Werkstoff dürfen nicht überschritten werden. Dies kann durch numerische Berechnung der Bauteile sichergestellt werden.
Auch eine optimierte Dichtung oder eine verbesserte Filterung des Schmierstoffs sowie generell die Verwendung eines optimal geeigneten Schmierstoffs sind weitere Maßnahmen, um die Gefahr von Pitting zu reduzieren.
Ferner sollte eine regelmäßige Prüfung sowie eine ordnungsgemäße Wartung der betreffenden Maschinen und Maschinenelemente nach den Vorgaben des Herstellers erfolgen.